# Horváth József Mária
Horváth József Mária (Josef Maria Horvath) (Pécs, 1931. december 20. – Salzburg, 2019. október 21.) magyar-osztrák zeneszerző, a salzburgi Mozarteum professor emeritusa.

## Élete
A pécsi konzervatóriumban zongora szakot végzett Opritia Máriánál, és Takács Jenőnél tanult összhangzattant. Majd 1949 és 1956 között a budapesti Liszt Ferenc Zeneművészeti Főiskolán Solymos Péter volt zongoraprofesszora, zeneszerzést Szabó Ferencnél, vezénylést Somogyi László karmesternél tanult. 1956-ban hagyta el Magyarországot. Zeneszerzés és zongora tanulmányait 1957-61 között a salzburgi Mozarteumban folytatta, ahol 1962-től 2000-ben való emeritálásáig zeneelméletet, ellenpontot, valamint az új zene elméletét és gyakorlatát tanította.
Alapító tagja a Salzburgi Számítógépes Zenei Központnak. A montreali Jeunesses Musicales Nemzetközi Zeneszerzésversenyen 1. díjat nyert. Lilly-Lehmann-éremmel és Körner-díjjal tüntették ki. Megkapta az Osztrák Állami Díjat is.

## Főbb művei
- Passacaglia for string orchestra (1955)
- Redundanz 1, for wind octet (1966)
- Redundanz 2, for string quartet (1967)
- Redundanz 3, for wind octet and string quartet (1968)
- Tombeau de Gigue, for orchestra (1971)
- Melencolia for solo violin solo and orchestra (1972)
- Sothis, for 13 instruments (1977)
- Sonata piccola, for organ (2005)

Elektronikus- és számítógépes zenén kívül vokális műveket (misét, requiemet, dalokat), hangszeres- és zenekari műveket írt, megzenésítette a finn Kanteletárat is.

Kitüntetései:
- Lilli-Lehmann-Medaille der Internationalen Stiftung Mozarteum (1959),
- Erster Preis des Internationalen Komponistenwettbewerbs Jeunesses Musicales in Montréal, Kanada (1967),
- Förderungspreis der Theodor-Körner-Stiftung (1968),
- Förderungspreis des Bundesministeriums für Unterricht und Kunst (1973).